# Makot
Makot (Hebreeuws: מכות, letterlijk slagen) is het vijfde traktaat (masechet) van de Orde Neziekien (Seder Neziekien) van de Misjna en de Talmoed, en beslaat drie hoofdstukken.
Het traktaat Makot bevat wetsbepalingen en regels over lijfstraffen, valse getuigen, de vluchtsteden en opzettelijke doodslag.
Makot bevat Gemara (rabbijns commentaar op de Misjna) en is onderdeel van zowel de Babylonische als de Jeruzalemse Talmoed. Het traktaat telt 24 folia in de Babylonische Talmoed en 9 in de Jeruzalemse Talmoed.